# Modepop

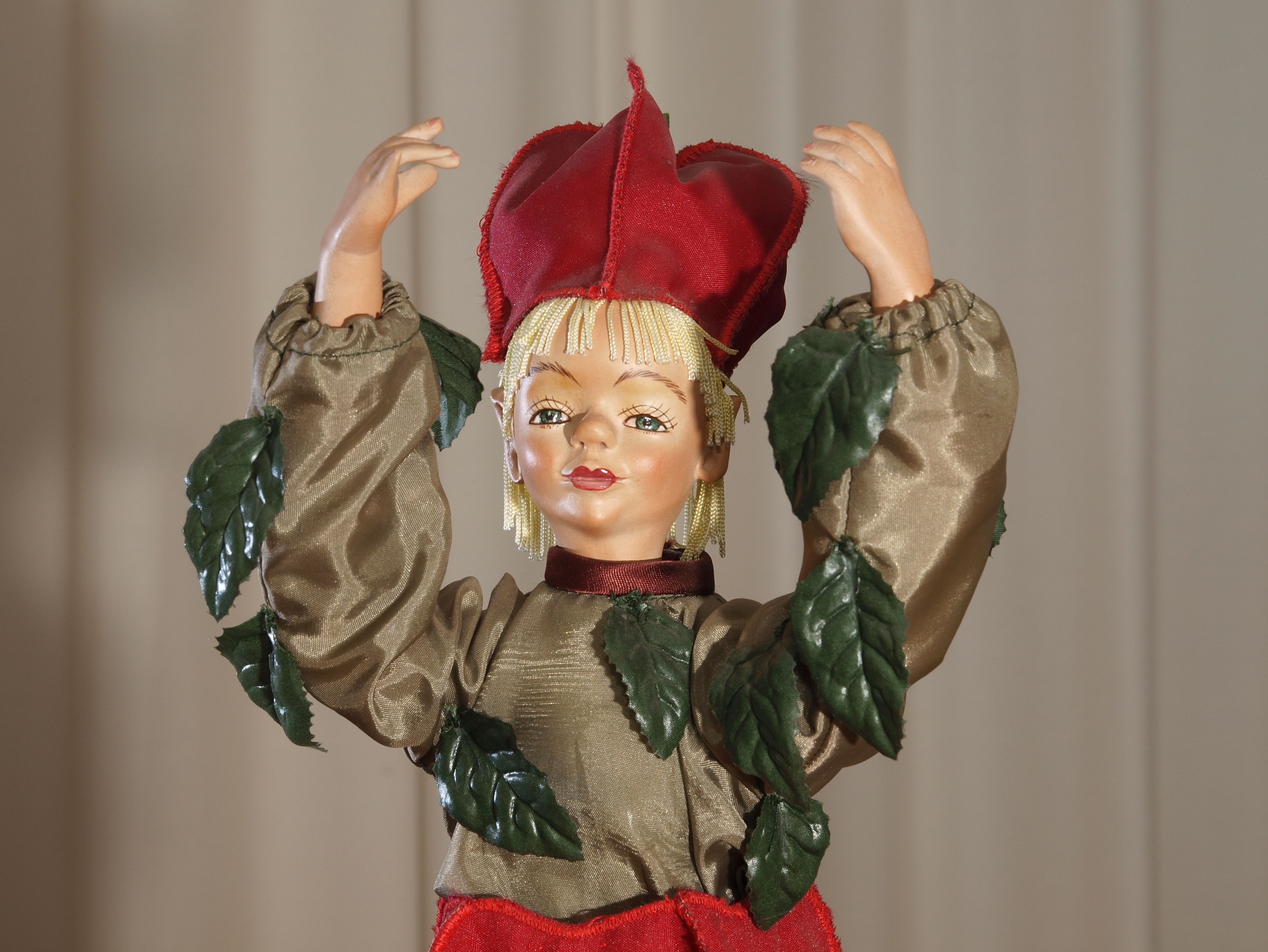
Pop, gemaakt door by Baukje de Vries, c. 2012)

Een modepop is een pop, vaak gemaakt van plastic of textiel, die is ontwikkeld om mee te gaan met veranderingen in de mode, op het gebied van bijvoorbeeld haardracht en kleding. Vaak is een modepop ook bedoeld als speelgoedpop, en soms worden ze gezien als verzamelobject. Een van de bekendste modepoppen is Barbie.

Modepoppen op de hoek Albert Cuypstraat en Eerste van der Helststraat, in Amsterdam (foto 2023)

Soms worden modepoppen gebruikt door kledingontwerpers om hun werk te promoten, of om te verkopen aan verzamelaars.
De term modepop wordt ook gebruikt voor een etalagepop en als omschrijving voor een vrouw die zich strikt of overdreven modieus kleedt. Verdere betekenissen zijn dandy, ijdeltuit, modegek, fat, modegek, kwast, praalhans, kwast, snoever.